# Fort Wellington
Fort Wellington é uma cidade na Guiana, capital da região de Mahaica-Berbice. 
Possui quase 3 mil habitantes, dispondo de diversos serviços e instituições do governo